# Heselwangen
Heselwangen ist ein Stadtteil von Balingen im Zollernalbkreis in Baden-Württemberg.

## Geographie
Heselwangen liegt nordöstlich von Balingen, benachbart zu den Ortschaften Streichen, Balingen, Engstlatt und Frommern.

## Geschichte
Heselwangen wird 793 als Hesiliuuane erstmals erwähnt. Da der Ort wohl schon von Anfang an auf Balinger Gemarkung lag, teilte er die Geschicke der Stadt. Bis 1934 war Heselwangen eine selbständige Gemeinde im Amt bzw. Oberamt Balingen, welches Teil des Herzogtums Württemberg war und von 1806 bis 1918 zum Königreich Württemberg und danach zum gleichnamigen Volksstaat gehörte. 1934 wurde Heselwangen dann in die Stadt Balingen eingemeindet.

## Religion
- Evangelische Kirchengemeinde Heselwangen

## Ortsvorsteher
- Berthold Roller (2009)

## Bauwerke
Siehe auch: Liste der Kulturdenkmale in Heselwangen
Die evangelische Kirche Heselwangen wurde 1830 als flachgedeckter Saalbau, nach den Plänen von Carl Christian Nieffer mit eingezogenem Turm erbaut. Zu der Ausstattung mit antiken Schmuckforem versehenen Taufstein gehört die 1831 durch Anton Braun geschaffene Orgel sowie die durch Carl Christian Nieffer überlassenen „Grablegechristus“ aus dem 17. Jahrhundert.